# Ribeirão dos Meninos
O Ribeirão dos Meninos (Rio dos Meninos, Córrego dos Meninos ou Rio dos Couros) é o mais importante curso fluvial urbano do município de São Bernardo do Campo. Tem suas principais nascentes no bairro Demarchi, próximo à avenida Omar Daibert, e sua foz no rio Tamanduateí, na Vila Carioca, em São Paulo, no canal construído entre as pistas da avenida do Estado.[carece de fontes?]
O trecho inicial do ribeirão dos Meninos segue paralelo à avenida Maria Servidei Demarchi, nas cercanias da fábrica da Volkswagen. Na região central de São Bernardo, segue em galerias subterrâneas, embaixo da Avenida Faria Lima e do Paço Municipal, onde há um piscinão. A seguir, a partir da confluência do córrego Taioca, o ribeirão segue canalizado a céu aberto, servindo como divisa entre os municípios de São Bernardo do Campo e Santo André, em paralelo à avenida Lauro Gomes. Mais à frente, recebe as águas do ribeirão dos Couros, passando a servir como divisa entre as cidades de São Caetano do Sul e São Paulo, em paralelo à avenida Guido Aliberti. Suas águas são tratadas pela estação de tratamento de esgotos do ABC e, a seguir, seguem até desaguar no rio Tamanduateí.

Mapa da cidade em 1902, com destaque para o curso do Ribeirão dos Meninos.

## Importância histórica
O ribeirão dos Meninos tem importância histórica para a constituição das cidades do Grande ABC, bem como para a cidade de São Paulo. Seu vale servia como estrada de ligação entre as vilas de São Vicente e São Paulo, no trecho de planalto. Em alguns documentos históricos, o ribeirão dos Meninos é confundido com o ribeirão dos Couros, por terem denominações semelhantes no passado.  
No século XVII, monges beneditinos instalaram uma fazenda com o nome de São Bernardo, cuja sede ficava entre o ribeirão dos Meninos e o antigo caminho do mar, próximo ao local onde hoje se encontra a confluência das avenidas Vergueiro e Kennedy, junto à foz do córrego Borda do Campo. Ali, em 1717, foi construída uma capela dedicada a São Bernardo de Claraval. A fazenda dos monges emprestaria o nome à região, que passaria a ser conhecida como bairro de São Bernardo e, posteriormente, como freguesia de São Bernardo, vinculada à cidade de São Paulo.
Com a construção da estrada de ferro Santos-Jundiaí, o Caminho do Mar perde importância. Contudo, no século XX, com o uso de veículos automotores, o vale do ribeirão dos Meninos readquire relevância, com a construção da Rodovia Caminho do Mar e, posteriormente, com a Via Anchieta, ambas próximas ao ribeirão dos Meninos.

## Afluentes
O ribeirão dos Meninos recebe as águas dos seguintes afluentes principais:
- Margem direita: 
- Córrego Capuava
- Córrego Ipiranga
- Córrego Chrysler
- Córrego Rotary (sob a Av. Rotary)
- Córrego Santa Terezinha (sob a Av. Prestes Maia)[12]
- Córrego Saracantan (sob a Av. Pery Ronchetti)[13]
- Córrego da Água Mineral (sob a Av. Ítalo Setti)
- Córrego Taioca
- Córrego Itororó
- Córrego Palmares (sob o Corredor ABD)

- Margem esquerda: 
- Córrego Basf
- Córrego Casagrande
- Córrego das Palmeiras
- Córrego dos Lima[14]
- Córrego Borda do Campo (sob a Av. Kennedy)
- Tanque das Mulatas (sob a Av. Winston Churchill)[3]
- Ribeirão dos Couros
- Córrego Jaboticabal[15]